# Erich Triebel
Erich Triebel (* 23. Februar 1894; † 21. Oktober 1971) war ein deutscher Paläontologe und Mikropaläontologe.

## Biografie
Triebel war ein führender Ostrakoden-Forscher und galt als Meister auf dem Gebiet optischer Mikrofotografie von Fossilien. Triebel war der erste Direktor (ab 1943) der Mikropaläontologie-Sammlung am Senckenberg-Museum, was er bis 1969 blieb, als er die Leitung an Heinz Malz abgab. Für seine überragenden Forschungen erhielt er am 10. November 1944 ehrenhalber den Titel „Doktor der Naturwissenschaften“ der Universität Frankfurt am Main. Während seiner beruflichen Zeit als Wissenschaftler veröffentlichte er viele Kurzschriften und ein Buch zu seinen Entdeckungen. Auch dadurch hatte er Kontakte in der ganzen Welt.
Vor seiner Zeit am Senckenberg-Institut war er Volksschullehrer in Moxa/Thüringen und danach in Frankfurt am Main. Schon während seiner Zeit als Volksschullehrer forschte er für die Universität Frankfurt in seiner freien Zeit an Ostracoden. Seine Tochter, Brigitte Erika Triebel (verheiratete Lauf), war als seine Assistentin als Laborantin ebenfalls am Senckenberg-Institut angestellt und übte den Beruf bis zur Geburt der Tochter Annette 1963 aus.

## Schriften
- Ostrakoden-Untersuchungen 1. Protocythere und Exophthalmocythere, zwei neue Ostracoden-Gattungen aus der deutschen Kreide, Senckenbergiana 20, 1938, 179–200
- Die Ostracoden der deutschen Kreide, Teil 2: Die Cytheridea-Arten der unteren Kreide, Senckenbergiana, 20, 1938, 471–500, Teil 3: Cytherideinae und Cytherinae aus der Unteren Kreide, Band 22, 1940, 160–227
- mit Helmut Bartenstein: Die Ostracoden des deutschen Juras. 1. Monoceratina-Arten aus dem Lias und Dogger, Senckenbergiana lethaea, Band 20, 1938.
- Zur Morphologie und Ökologie der fossilen Ostracoden: mit Beschreibung einiger neuer Gattungen und Arten, Senckenbergiana lethaea, Band 23, 1941, 294–400
- Methodische und technische Fragen der Mikropaläontologie, Senckenberg-Buch 19,  Frankfurt: Kramer 1947
- Einige stratigraphisch wertvolle Ostracoden aus dem höheren Dogger Deutschlands, Abh. Senckenb. Naturf. Ges., 485, 1951, 87–101
- Die Photographie im Dienste der Mikropaläontologie, in: Handbuch der Mikroskopie in der Technik, 2, 3, 1958, S. 83–144
- mit W. Klingler: Neue Ostracoden Gattungen aus dem deutschen Lias, Geolog. Jahrbuch 76, 1959, 335–372